# Frank Teschemacher
Frank Teschemacher (* 13. März 1906 in Kansas City; † 1. März 1932 in Chicago) war ein US-amerikanischer weißer Jazz-Klarinettist, der traditionellen Jazz im Chicago-Stil spielte. Neben Klarinette spielte er noch mehrere andere Instrumente (Banjo, Violine, Saxophon, Klavier).

## Leben
Teschemacher wuchs als jüngstes von drei Kindern in der gutsituierten Vorstadt Austin von Chicago auf, wohin die Familie 1912 zog (der Vater war Eisenbahnangestellter). Er nahm zuerst Klavierstunden, brachte sich das Banjospielen selbst bei und lernte Violine, bevor er an der Austin High School zum Altsaxophon wechselte. Als Mitglied der „Austin High School Gang“, das waren junge Musiker, die sich nach dem Vorbild der New Orleans Rhythm Kings zusammenfanden, spielte er in deren Blue Friars Band (benannt nach dem Speakeasy Friar’s Inn, in dem die Rhythm Kings spielten). Mit dabei waren Jimmy McPartland und sein Bruder Dick, Bud Freeman, Dave Tough, Jim Lanigan und der Pianist Dave North. Dort wechselte Teschemacher zur Klarinette, die ihm Freeman näherbrachte. 1923 spielten sie unter dem Namen Husk O´Hare´s Wolverines und Teschemacher verließ die Schule, um sich ganz der Jazz-Karriere zu widmen. Er arbeitete mit zahlreichen Bands in Tanzhallen und Vergnügungsparks (wie mit Wingy Manone) und nahm an den berühmten Aufnahmen (für Okeh) von McKenzie und Condons Chicagoans 1927 teil. 1928 nahm er erste Aufnahmen unter eigenem Namen bei Brunswick auf (Frank Teschemachers Chicagoans). Im selben Jahr heiratete er (die Ehe wurde jedoch 1930 schon wieder geschieden) und er ging für ein halbes Jahr nach New York City, wo er unter anderem in den Bands der Dorsey Brüder, bei Ben Pollack, Red Nichols, Miff Mole und Don Redman spielte. Von 1929 bis 1930 spielte er wieder meist in Chicago, wo er mitten in der Depression im Tanzorchester von Jan Garber auch Violine spielte und arrangierte. 1930 entstanden noch Aufnahmen mit dem Nachfolgeorchester der Rhythm Kings (Frank Schoebel´s Friar Society Orchestra), Ted Lewis und Wingy Manone´s Club Royal Orchestra. 1931 arbeitete er im Benny Meroff Orchester, wo er den Trompeter Wild Bill Davison kennenlernte, mit dem er im folgenden Jahr eine eigene Bigband gründete. Auf einer winterlichen Fahrt mit Davison zurück von Band-Proben morgens um 2 Uhr wurde ihr Wagen seitlich von einem unbeleuchteten Taxi gerammt. Der Wagen schleuderte gegen einen Baum und Davison und Teschemacher wurden über die Windschutzscheibe geschleudert. Teschemacher erlitt einen schweren Schädelbruch und starb wenig später im Krankenhaus – 12 Tage vor seinem 26. Geburtstag. Davison kam glimpflicher davon, war aber so schwer getroffen, dass er kurz darauf Chicago verließ.
Stilistisch steht Teschemacher – zusammen mit dem gleichaltrigen Pee Wee Russell, den er in seiner Entwicklung beeinflusst hat – exemplarisch für die typische Chicago-Stil Klarinettenspielweise, die sich durch eine im Vergleich zum New Orleans Stil freiere Harmonik, eine sprunghaft-unregelmäßige, von den Zeitgenossen gelegentlich als „verrückt“ bezeichnete Phrasierung und durch eine eigenwillige Tongebung (mit quietschenden, krächzenden, oft absichtlich unterhalb der korrekten Tonhöhe gespielten Passagen) auszeichnet. Deutliche Anklänge an Teschemacher und Russell sind noch im Spiel besonders des jungen Benny Goodman herauszuhören, ehe bei diesem der Einfluss von Jimmie Noone stärker hervortritt. Beim Hören von Klarinettisten und insbesondere Baßklarinettisten aus dem Hard Bop und Free Jazz Bereich kann man mehr oder weniger deutliche Reminiszenzen an die „impressionistische“ Teschemaker-Russell-Spielweise spüren, wobei das „kühle“ Spätwerk Pee Wee Russells wohl eine direkte stilgeschichtliche Verbindung darstellt.